# Jack Adams
Jack Leon Adams (Pittsburg, 27 settembre 1934 – Richmond, 13 ottobre 2015) è stato un cestista e allenatore di pallacanestro statunitense, professionista nella ABL.

## Carriera
È nato a Pittsburg (Kentucky) il 27 settembre 1934. Dopo la carriera universitaria a Eastern Kentucky, venne selezionato dai New York Knicks nel Draft NBA 1956, ma servì per tre anni nell'esercito come ufficiale di artiglieria, disputando con la squadra dell'U.S. Army il campionato AAU.
Nel 1959 venne selezionato per partecipare ai Giochi Panamericani di Chicago, dove conquistò la medeglia d'oro.
Nel 1960 passò ai Cleveland Pipers, con cui nel 1961-62 disputò il campionato ABL. Terminò la stagione con i New York Tapers. In totale giocò 82 partite nella ABL, con 13,7 punti di media.
Dal 1962 al 1967 fu assistente allenatore della Eastern Kentucky University e dal 1963 capo allenatore della squadra di tennis dell'università.